# Polemarco (filosofo)
Polemarco (in greco antico: Πολέμαρχος?, Polémarchos; Siracusa, metà del V secolo a.C. – Atene, autunno 404 a.C.) è stato un filosofo siceliota, fratello maggiore dell'oratore Lisia e del sofista Eutidemo, oltre che di un'altra sorella.

## Biografia
Figlio del siracusano Cefalo, visse come meteco ad Atene, dove conobbe Socrate (già amico del padre); in seguito si recò con Lisia a Turi, nella Magna Grecia (429 a.C.), per poi ritornare ad Atene dopo la disastrosa spedizione ateniese in Sicilia.
Fu messo a morte nel 404 a.C. con l'accusa di cospirazione dal consiglio dei Trenta Tiranni, che gli confiscarono le ricchezze sue e dei fratelli.
Nella Repubblica di Platone si parla della casa di Polemarco al Pireo, egli parlerà di se stesso nel primo libro della Repubblica.

## DallaRepubblicadi Platone (incipit)
(Platone, "Repubblica" 327a1-328a1)
Polemarco è uno dei primi personaggi a fare la propria comparsa nel Libro I della Repubblica. È proprio lui a fermare Socrate e Glaucone, che stavano risalendo in città dal Pireo (porto principale di Atene e sede del potere navale e mercantile della città) per convincerli a fermarsi a casa sua. 
Fin dalle prime battute viene posto l'accento sulla forza, in un certo senso rappresentata da Polemarco, anche per l'etimologia del suo nome (Polemarchos letteralmente "signore della guerra") e sul rapporto della forza con la persuasione. Il suo discorso, nel Libro I della Repubblica, sarà ampiamente confutato dal Socrate platonico.

## Il discorso di Polemarco

### Giustizia è restituire il "dovuto".
Polemarco è l'erede del padre Cefalo nella discussione con cui si apre la Repubblica, come dice lo stesso Socrate. Cefalo si allontana per fare dei sacrifici e Polemarco rimane a sostenere la sua teoria, anche se le darà una sfumatura diversa: il padre aveva sostenuto che la giustizia è essere sinceri e restituire i debiti che si hanno verso gli uomini e verso gli dèi, e che solo così facendo si può andare con animo sereno verso la morte; quando il figlio Polemarco prende il suo posto, afferma, riprendendo il padre e la tradizione, che giustizia è "ridare a ciascuno ciò che è dovuto" (opheilomenon). È una definizione più generale di quella che aveva dato il padre, perché non si basa più su singole azioni, ma vuole essere universale. Segna quindi lo spostarsi della discussione verso un ambito più filosofico.
Socrate a questo punto ripropone lo stesso caso che aveva messo in confusione Cefalo: giustizia è sempre rendere ciò che è dovuto, anche nel caso in cui dovessimo restituire un'arma a un nostro amico diventato pazzo dopo avercela prestata?
Di fronte a questa possibilità, Polemarco modifica la propria idea di giustizia: in quel caso, restituire l'arma sarebbe fare ingiustizia, perché gli amici sono tenuti "a fare del bene agli amici" e del male ai nemici. Con questa precisazione, il "dovuto" cambia connotazione: non equivale più a restituire i debiti, come invece era per Cefalo, ma a dare ciò che spetta o si addice (prosekon) agli amici e ai nemici.

### Giustizia cometéchne
Se compito della giustizia è dare a ciascuno ciò che gli si addice, la giustizia, come afferma Socrate, sembra essere un'arte. Polemarco concorda su questo punto e dice che la giustizia serve soprattutto nelle guerre e nelle alleanze, perché in quell'ambito permette di giovare agli amici e danneggiare i nemici. Nelle restanti attività la giustizia così intesa sembra inutile, perché c'è sempre un'arte migliore di essa per svolgerle. Polemarco, condotto da Socrate, alla fine arriva alla conclusione che la giustizia appare come un'arte utile solo per custodire le cose, non per servirsene e che è comunque un'arte particolare, perché, a differenza delle altre, non ha capacità di opposti: una persona giusta, "abile a custodire denaro", non può essere abile anche a rubarlo, perché in quel caso cesserebbe di essere giusta.

### L'apparenza di onestà
Polemarco è confuso dalle confutazioni di Socrate, ma continua a mantenere la propria teoria. La sua definizione di giustizia, però, si porta dietro anche un'altra debolezza: è impossibile dire con certezza se coloro che crediamo onesti, e che noi trattiamo come amici, lo siano davvero. Come gli fa notare Socrate, spesso agli uomini capita di credere oneste persone che non lo sono o di fare il contrario. Coloro che fanno questo sbaglio non potrebbero essere considerati giusti se seguissero la giustizia così come la intende Polemarco, perché danneggerebbero persone oneste e farebbero del bene a persone malvagie. Polemarco arriva a concordare con lui: la giustizia prevede quindi un lavoro preliminare: si deve mettere in questione l'onestà delle persone che ci circondano, per arrivare a considerare amici sono coloro veramente onesti e decidere di fare loro del bene.

### Danneggiare i nemici
Polemarco è ancora convinto che il giusto, così come fa del bene agli amici onesti, debba danneggiare i nemici disonesti. Socrate introduce a questo punto una variante rispetto alla morale tradizionale: recar danno a una persona è sbagliato in ogni caso, perché la renderà solo più ingiusta. Quando si danneggia una persona o un animale, lo si danneggia nella virtù o eccellenza (areté) che gli è propria. Se la giustizia è virtù umana, gli uomini che subiscono danno diventano per forza più ingiusti, e, come osserva Socrate, con la giustizia non si possono formare degli ingiusti. La tesi di Polemarco è così confutata: la massima "è giusto giovare agli amici e danneggiare i nemici" è attribuita addirittura a coloro che hanno realizzato "l'ingiustizia assoluta" e cioè i tiranni.